# Mychajlo Drapatyj
Mychajlo Vasylovyč Drapatyj (ukrajinsky Михайло Васильович Драпатий, * 21. listopadu 1982) je ukrajinský armádní důstojník, který od 29. listopadu 2024 do 1. června 2025 sloužil jako velitel ukrajinských pozemních sil. Po rezignaci na toto velení byl 3. června 2025 jmenován velitelem Spojených sil Ozbrojených sil Ukrajiny. Ve funkci velitele pozemních sil jej vystřídal Hennadij Šapovalov.

## Život
Narodil se ve městě Kamenec Podolský v Chmelnycké oblasti. Po absolvování školy se zapsal do Vojenského institutu obrněných sil Ukrajiny v Charkově. Institut absolvoval v roce 2004 a nastoupil službu jako poručík v 72. mechanizované brigádě, sídlící v posádce Bila Cerkva v Kyjevské oblasti.
Generálmajor Mychajlo Drapatyj patří mezi nejvýznamnější generály „nové generace“, kteří bojovali proti ruským silám už v roce 2014. Je jedním z nejúspěšnějších a nejoblíbenějších velitelů ukrajinských ozbrojených sil. 27. ledna 2025 byl jmenován velitelem obrany Pokrovsku. Mezi řadovými vojáky je podle serveru Kyiv Post považovaný za pečlivého velitele známého důkladným plánováním, díky kterému je schopen zajistit bezpečí vlastních vojáků a způsobit maximální možné škody nepříteli.